# Hemmo Muntingh
Hemmo Jan Muntingh (Amsterdam, 30 december 1938) is een Nederlands milieuactivist en voormalig politicus namens de PvdA.

## Loopbaan
Muntingh studeerde bedrijfseconomie aan de Vrije Universiteit in Amsterdam en was als econoom werkzaam bij Wavin. Hij verkreeg bekendheid als secretaris van de Waddenvereniging. In 1979 werd Muntingh verkozen in het Europees Parlement. Daar hield hij zich met name met milieu- en natuuronderwerpen bezig zoals zure regen, de bescherming van het regenwoud en de walvisvangst. Muntingh was rapporteur voor de vogelrichtlijn en habitatrichtlijn en een pleitbezorger van Natura 2000. Door zijn activistische stijl kwam hij geregeld in conflict, ook binnen zijn eigen partij. Mede daarom kwam hij in 1994 niet meer op de kieslijst. Muntingh was actief binnen verschillende (internationale) milieuorganisaties waaronder de Europese tak van het Global Learning and Observations to Benefit the Environment (GLOBE) Program, opgericht door Al Gore. In 1992 werd hij gedecoreerd tot Ridder in de Orde van de Nederlandse Leeuw.
- Nederlandse Thesaurus van Auteursnamen: 072688149
- Parlement.com: vg09llzfgiqe
- Virtual International Authority File: 288554412
- WorldCat: E39PBJmXPdRvCgwTp3ByJkyWXd